# Elect the Dead Symphony
Elect the Dead Symphony – pierwszy album koncertowy Serja Tankiana. Został nagrany w Nowej Zelandii. Na wydawnictwie znalazły się piosenki pochodzące z albumu „Elect the Dead” nagrane z towarzyszeniem orkiestry symfonicznej. Płyta została wydana na DVD i CD.

## Lista utworów
Źródło.
1. „Feed Us” – 7:29
2. „Blue” – 3:15
3. „Sky Is Over” – 3:09
4. „Lie Lie Lie” – 3:58
5. „Money” – 3:29
6. „Baby” – 3:41
7. „Gate 21” – 2:49
8. „The Charade” – 4:30
9. „Honking Antelope” – 3:49
10. „Saving Us” – 4:55
11. „Elect the Dead” – 3:08
12. „Falling Stars” – 3:24
13. „Beethoven’s Cunt” – 3:29
14. „Empty Walls” – 3:57
15. „The Charade” (tylko na DVD) – 3:33